# Paprikovac

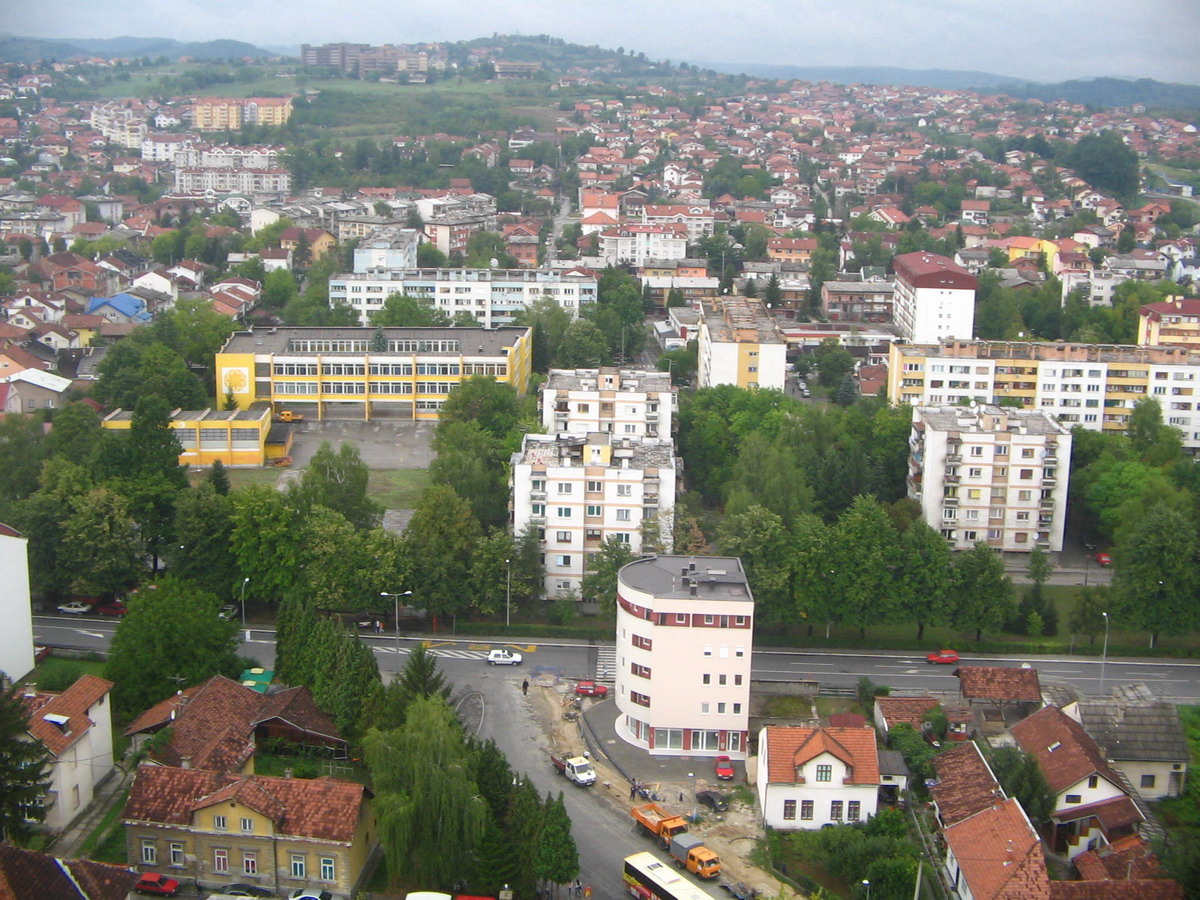
Vue générale du quartier

Paprikovac (en serbe cyrillique : Паприковац), est un quartier de Banja Luka en Bosnie-Herzégovine. Au recensement de 1991, il comptait 3 635 habitants, dont une majorité de Serbes.

## Démographie
Au recensement de 1991, la population de la communauté locale de Starčevica se répartissait de la manière suivante :